# Tom Green
Michael Thomas Green (Pembroke, Ontario, Kanada, 1971. július 30.–) kanadai-amerikai színész, komikus, rapper és filmrendező.Mainstream ismertséget az MTV-n futó The Tom Green Show (1994-2000) című műsorával szerzett. Green játszott még a Cool túra (2000), a Charlie angyalai (2000), az Eszement Freddy (2001; rendezője maga Green), Az iskoláját! (2002) és a Shred (2008) című hollywoodi filmekben. Rövid ideig volt Drew Barrymore színésznő felesége (2001-2002), akivel együtt játszott a Charlie angyalai és az Eszement Freddy című filmekben.

## Élete

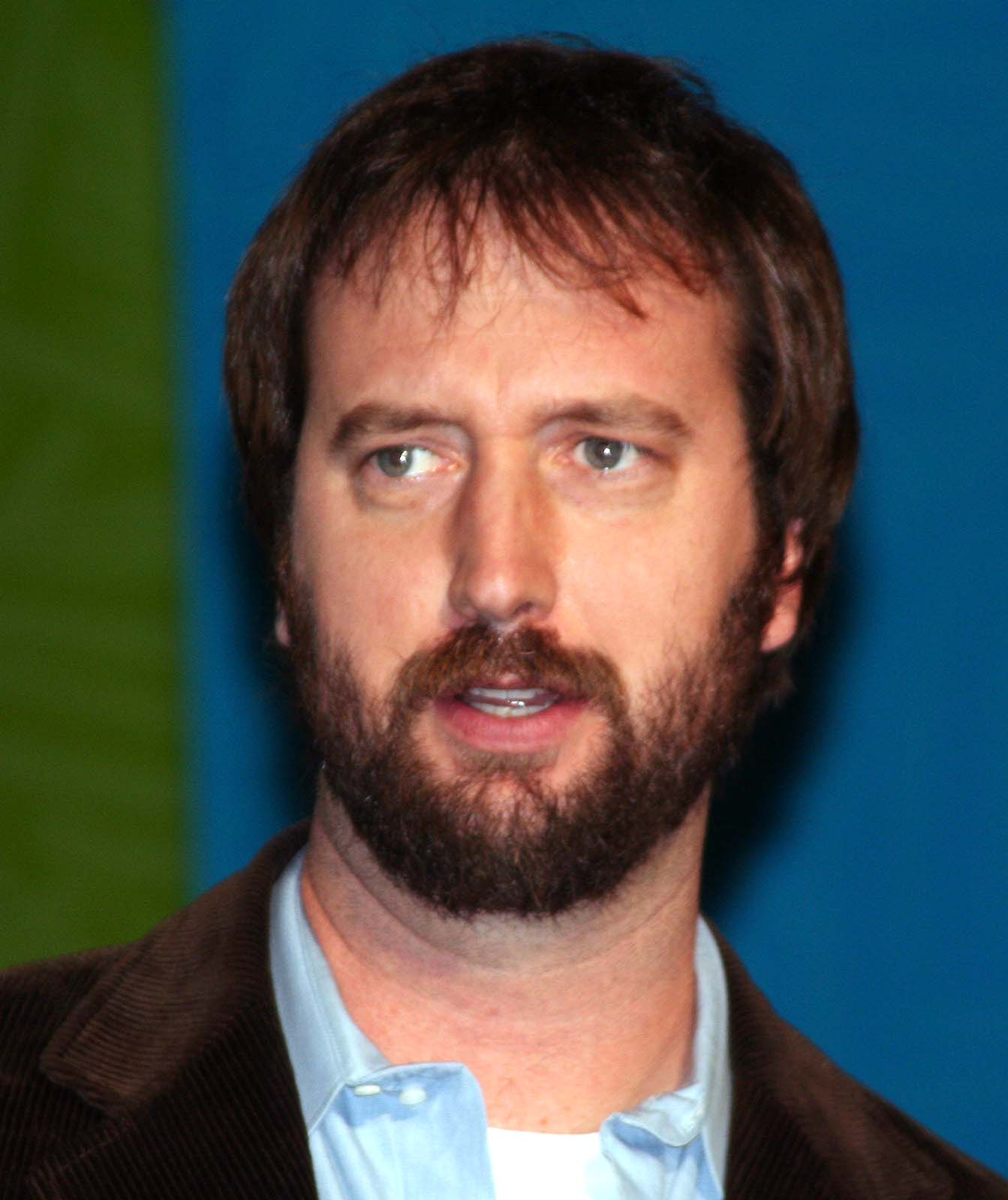
2006-ban

Kanada Ontario tartományában, Pembroke-ban született, Mary Jane kommunikációs tanácsadó és Richard Green számítógépes rendszerelemző, visszavonult katonai százados két fia közül az idősebbikként. A kanadai hadsereg Pembroke melletti bázisán, a CFB Petawawawa-ban és az Ontario állambeli Gloucesterben (ma Ottawa része) nőtt fel, ahol a Henry Munro Középiskolába és a Cairine Wilson Iskolába járt. Televíziós műsorvezetést tanult az Algonquin College-ban, és 1994-ben végzett.

## Magánélete
2001. július 7-től 2002. október 15-ig  Drew Barrymore színésznő férje volt. 2001 decemberében Green beadta a válópert. 2010-ben kijelentette, hogy a válás óta nem látta Barrymore-t, bár Barrymore elismeréssel beszélt róla. 2020. szeptember 25-én a pár tizenöt év után először találkozott és beszélt egymással, amikor Green Barrymore műsorának vendége volt.
2009-ben a The Celebrity Apprentice című valóságshow versenyzőjeként Green a Butch Walts és Donald Skinner Urológiai Rákkutatási Alapítvány javára szerepelt. Később azt nyilatkozta, hogy nem élne ma, ha nem lett volna Donald G. Skinner.
2019. február 21-én az Egyesült Államok állampolgára lett.
2021. július 18-án bejelentette, hogy több évtizedes Los Angeles-i élet után visszatért Kanadába.

## Diszkográfia

### Albumok
| Év   | Albumok                               |
| ---- | ------------------------------------- |
| 1992 | Huh!? Stiffenin’ Against the Wall     |
| 1998 | Not the Green Tom Show (mint MC Face) |
| 2005 | Prepare for Impact                    |
| 2008 | Basement Jams                         |
| 2019 | The Tom Green Show                    |

### Kislemezek és videóklipek
| Év   | Előadó          | Videóklipek                     |
| ---- | --------------- | ------------------------------- |
| 1992 | Organized Rhyme | „Check the O.R.”                |
| 1992 | Organized Rhyme | „Luv 1”                         |
| 1999 | Tom Green       | „Lonely Swedish”                |
| 2005 | Tom Green       | „Teachers Suck”                 |
| 2011 | Organized Rhyme | „Check The O.R. Redux”          |
| 2016 | Tom Green       | „Do the Donald”                 |
| 2019 | Tom Green       | „I Wanna be Friends with Drake” |

## Fordítás
- Ez a szócikk részben vagy egészben  a   Tom Green című angol Wikipédia-szócikk fordításán alapul.  Az eredeti cikk szerkesztőit annak laptörténete sorolja fel. Ez a jelzés csupán a megfogalmazás eredetét és a szerzői jogokat jelzi, nem szolgál a cikkben szereplő információk forrásmegjelöléseként.